# Mathura
Mathura (Hindi: मथुरा, Mathurā) ist eine Großstadt (Nagar Palika Parishad) im nordindischen Bundesstaat Uttar Pradesh mit rund 360.000 Einwohnern. Im Zusammenhang mit der Verehrung Krishnas ist es ein wichtiger Wallfahrtsort des Hinduismus.

## Lage
Mathura liegt auf dem Westufer des Flusses Yamuna in einer Höhe von ca. 180 m ü. d. M. Die indische Hauptstadt Neu-Delhi befindet sich ca. 160 km (Fahrtstrecke) nördlich; die Großstadt Agra ist ca. 60 km in südöstlicher Richtung entfernt. Die kulturhistorisch bedeutsame Stadt Vrindavan liegt nur etwa 12 km nördlich. Die Grenze zum Bundesstaat Rajasthan befindet sich etwa 25 km westlich. Mathura hat einen Bahnhof an der Strecke Delhi – Agra. Das Klima ist warm bis heiß; Regen fällt nahezu ausschließlich in den sommerlichen Monsunmonaten.

## Bevölkerung
Offizielle Bevölkerungsstatistiken werden erst seit 1991 geführt und veröffentlicht.
| Jahr      | 1991    | 2001    | 2011    |
| Einwohner | 226.691 | 302.770 | 349.909 |

Der Großteil der zumeist zugewanderten städtischen Bevölkerung sind Hindus (ca. 81,5 %) und Moslems (ca. 17 %); der Rest entfällt auf andere Religionen (Jains, Sikhs, Buddhisten und Christen). Wie bei Volkszählungen im Norden Indiens üblich, ist der männliche Bevölkerungsanteil um ca. 15 % höher als der weibliche, was hauptsächlich an der weitverbreiteten Praxis der Abtreibung weiblicher Föten liegt.

## Wirtschaft
Alle wichtigen Straßenverbindungen von Delhi nach Agra führen über Mathura und auch der Zugverkehr ist ein wichtiges Element der Infrastruktur. Von hier führt ein alter Handelsweg nach Rajasthan; dagegen hat die in früheren Zeiten so wichtige Schifffahrt auf der Yamuna völlig an Bedeutung verloren. Traditionell spielt die Textilindustrie eine große Rolle im Wirtschaftsleben der Stadt. Die Raffinerie Mathura Refinery der Indian Oil Corporation wurde im Jahr 1982 eingeweiht und war zur damaligen Zeit eine der größten Asiens. Daneben haben sich auch andere chemische und metallverarbeitende Industriebetriebe angesiedelt.

## Mythos
Das im Bhagavatapurana von Krishna gegenüber seinem Stiefvater erwähnte Braj Bhoomi (deutsch: „Land der Hirten“) existierte nur im kollektiven Bewusstsein der gläubigen Hindus, bis es von Gelehrten im 16. Jahrhundert in und um Mathura wiederentdeckt wurde; für viele ist es gleichbedeutend mit dem irdischen Paradies. Durch die Angaben in den frühen Hindu-Texten wurden Mathura und seine Umgebung (einschließlich Vrindavan) als jene Orte identifiziert, an denen Krishna geboren wurde und seine Jugend verbracht haben soll. Heute ist die Stadt eines der wichtigsten Zentren des Hinduismus. Die zahlreichen Tempel sind Ziele vieler Pilger, die hier vor allem in den Monaten August und September zum Geburtsfest Krishnas Janmashtami anreisen.

## Geschichte
Um 500 v. Chr. wurde Mathura die Hauptstadt des Reiches der Shurasena, darauf folgte ab ca. 320 v. Chr. das Maurya-Reich und ab 185 v. Chr. die Shunga-Dynastie, der die sogenannten Dattas und Mitras folgten. Ende des 1. Jahrhunderts v. Chr. übernahmen Kshatrapas aus dem Punjab unter Rajuvula die Herrschaft, welche ihrerseits ab etwa 70 n. Chr. von Vima Takto, alias Soter megas, abgelöst wurden. Diese Eroberung durch den 2. König der Kuschanas leitete die Blütezeit der Stadt im 2. und 3. Jahrhundert n. Chr. ein. In dieser Zeit war Mathura ein buddhistisches Zentrum mit 20 Klöstern und 3000 Mönchen.

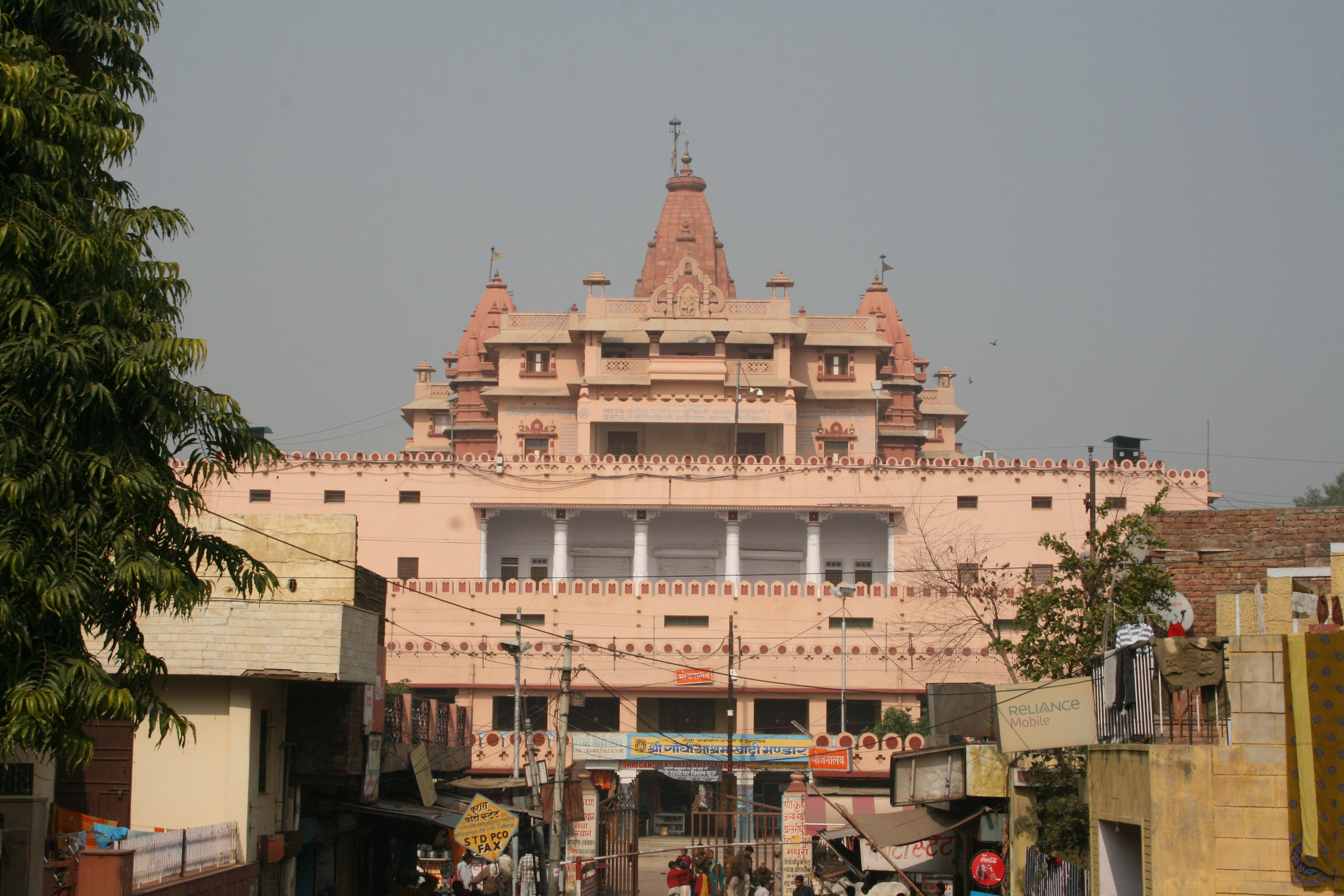
Keshava-Deo-Tempel

Im 8. Jahrhundert musste der Buddhismus unter dem zunehmenden Druck islamischer Eroberer weichen. Im Jahre 1017 wurden die meisten buddhistischen Tempel und die Heiligtümer der Hindus durch den afghanischen Kriegsherrn Mahmud von Ghazni geplündert und zerstört. Weitere Zerstörungen folgten im 17. Jahrhundert durch den Gouverneur des in religiösen Angelegenheiten eher intoleranten Mogulherrschers Aurangzeb. Der Keshava-Deo-Tempel wurde nur teilweise zerstört und an dessen Stelle, unter Verwendung der erhaltenen Bauelemente, eine große Freitagsmoschee (Jama Masjid) errichtet, die jedoch heutzutage ihrerseits von den umliegenden Tempelneubauten der 1950er und 1960er Jahre bedrängt wird.

## Sehenswürdigkeiten

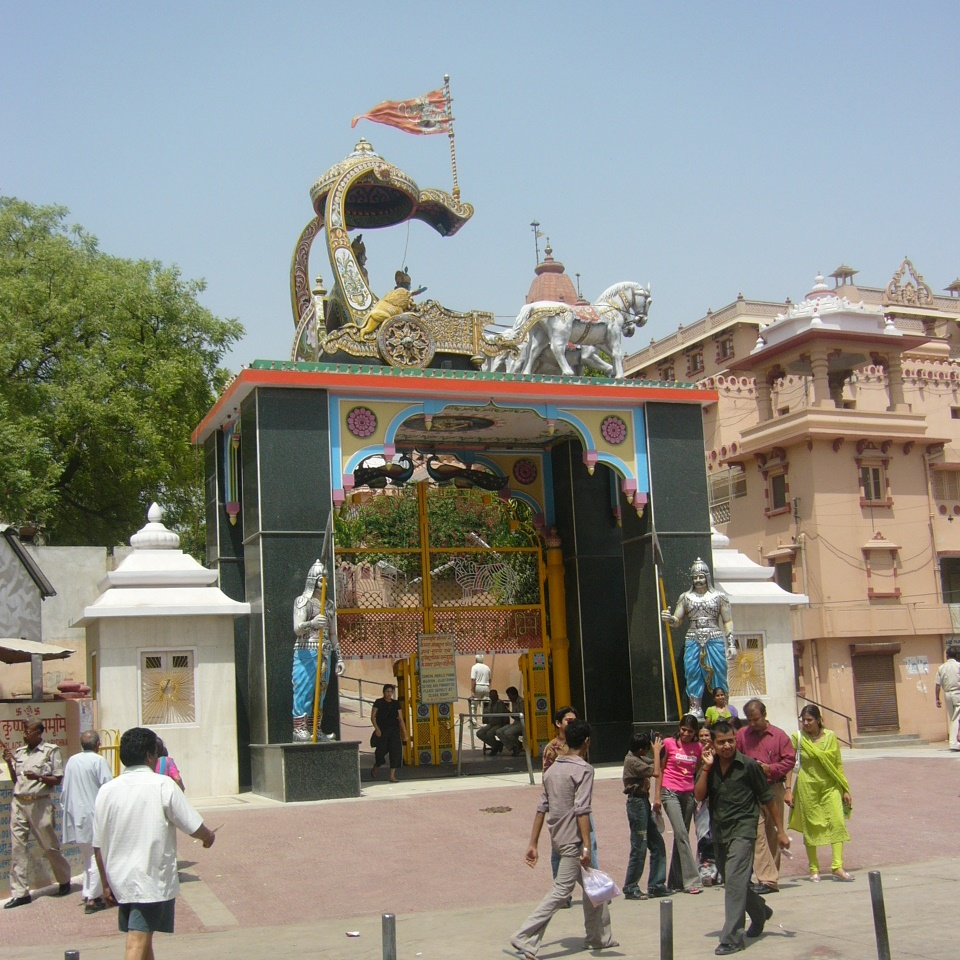
Eingang zum Shri Krishna Janambhoomi-Tempel

Trotz seiner langen Geschichte hat Mathura kaum historische Sehenswürdigkeiten; deshalb befindet sich der internationale Tourismus organisatorisch noch im Entwicklungsstadium. Für Hindu-Pilger ist die Stadt jedoch von enormer Bedeutung.
- Der Keshava Deo-Tempel hat zwar eine lange Geschichte, die jedoch auch seine völlige Zerstörung in der Zeit des Mogulherrschers Aurangzeb beinhaltet – der heutige Bau stammt aus den 1950er und 1960er Jahren.
- Der Shri Krishna Janambhoomi-Tempel erhebt sich in unmittelbarer Nähe über der (angeblichen) Geburtsstelle des Hindu-Gottes Krishna und gilt als eins der wichtigsten Heiligtümer des Hinduismus.
- Der in unmittelbarer Nähe befindliche stufenbrunnenartige Potra Kund ist ein hinduistischer Tempelteich wie er auch andernorts (z. B. im Khajuraho, in Modhera oder in Sravanabelgola) vorkommt.
- Die in den Jahren 1661–1669 unter dem Mogul-Herrscher Aurangzeb errichtete Freitagsmoschee (Jama Masjid oder auch Shahi-Eidgah-Mosque) steht ganz in der Nähe der beiden Hindu-Tempel.

- Für Europäer ist das Government Museum im Dampier-Park mit seiner umfangreichen Sammlung von Werken der Kuschana-Periode (2./3. Jahrhundert) von Interesse. Daneben werden auch prähistorische Kleinfiguren aus Kupfer oder Ton sowie mittelalterliche Steinskulpturen gezeigt.
- Die Industriellenfamilie Birla hat auch in Mathura einen Hindu-Tempel (Gita Mandir) gestiftet.
- Der Chaurasi-Jain-Mandir ist das wichtigste Heiligtum der Jains in Mathura.
- Der religiös und politisch nicht unumstrittene, aber architektonisch imposante Neubau des Jai Gurudev-Ashram befindet sich am Stadtrand.
- Das Vishram Ghat am Yamuna-Ufer ist gleichermaßen ein heiliger wie beliebter Ort für Hindus; allabendlich werden hier kleine Öllichter dem Fluss übergeben. Insgesamt gibt es mehr als 20 Ghats am Flussufer.